# フェデリーコ3世 (シチリア王)
フェデリーコ3世（Federico III, 1341年9月1日 - 1377年1月27日）は、シチリア王（在位：1355年 - 1377年）。シチリア王ピエトロ2世の息子。単純王（il Semplice）とよばれる。

## 生涯
兄ルドヴィーコの夭逝により、1355年に13歳で王位を継承した。即位後はナポリ王国の侵攻に苦しめられ、1373年にはナポリ女王ジョヴァンナ1世とローマ教皇グレゴリウス11世に対して服属するという屈辱的な和睦を結ぶこととなった。1361年にアラゴン王ペドロ4世の娘コンスタンサと結婚し、間に一人娘のマリア王女をもうけた。1372年にアントーニア・デル・バルツォと再婚するが、子供のないまま死別した。
フェデリーコ3世には男子がなかったため、1377年の死後、王位は最初の王妃との間の一人娘マリアが継承した。しかしその後、王位をめぐる内紛が発生し、その末にシチリア王国はコンスタンサの異母弟でフェデリーコの妹エレオノーラの息子であるマルティン1世によってアラゴンに再併合された。

## フェデリーコ3世/4世
シチリア王フェデリーコ1世が神聖ローマ皇帝フリードリヒ2世（イタリア名を用いるとフェデリーコ2世）として有名なため、フェデリーコ2世（1272年 - 1337年、本項人物の祖父）を「フェデリーコ3世」、本項人物を「フェデリーコ4世」と記す文献もある。